# Ephesia
Dans la Grèce antique, les Ephesia (grec ancien : τὰ Ἐφέσια / ta Ephésia) étaient des festivités rassemblant l'ensemble des cités grecques d'Ionie (regroupées à l'époque romaine dans le « koinon d'Asie ») pour des jeux sportifs et musicaux. 
Les cérémonies se déroulaient à l'origine au Panionion, littéralement le « sanctuaire de tous les Ioniens », consacré à Poséidon Helikonios et portaient le nom de Paniônia, avant d'être transférées à Éphèse au début du IVe siècle av. J.-C. Elles se déroulaient durant le mois d'Artémision, consacré à Artémis, et donnaient lieu à une trêve comparable à la trêve olympique, assortie du droit d'asile. Elles se tenaient probablement sur une base annuelle ; la mention de « petites » et de « grandes » Ephesia suggère qu'elles étaient organisées avec une magnificence particulière tous les quatre ans.
Elles comprenaient des épreuves hippiques, gymniques et musicales : une épreuve de lutte, une course de fond (δολιχός / dolikhós), un concours d'aulos, de cithare et de composition chorale sont notamment attestées.
Thucydide en fait des cérémonies de première importance, rassemblant tous les Ioniens d'Asie mineure et de Grèce ; il précise que les femmes et les enfants pouvaient y assister. Denys d'Halicarnasse les compare aux festivités en l'honneur d'Apollon rassemblant les Doriens sur le promontoire du Triopion. Il semble que les Ephesia perdent de l'importance après la conquête romaine ; Achille Tatius décrit ainsi des fêtes se déroulant de nuit, où peuvent assister les jeunes filles, même esclaves, mais non les femmes mariées.